# TuS Xanten
TuS Xanten 05/22 ist ein Sportverein aus Xanten mit den Abteilungen Badminton, Fußball, Handball, Leichtathletik, Schwimmen, Triathlon, Tischtennis, Turnen (inklusive Basketball), Radsport, Kampfsport und einer Koronarsportabteilung. Im Jahr 2010 zählte der Verein 2.432 Mitglieder.

## Vereinsgeschichte
1905 wurde unter dem Namen „FC Siegfried 05 Xanten“ ein Fußballverein als einer der Vorgängervereine des heutigen TuS gegründet. Nach einer Fusion mit dem schon 1898 gegründeten „Xantener Turnverein“ (Turn- und Leichtathletikabteilung) wurde der Verein 1920 zu „TuR Siegfried 05 Xanten“ umbenannt. Als zweiter Vorgängerverein wurde „DJK Viktor Xanten“ 1922 gegründet, aber schon 1934 wie alle DJK-Vereine verboten. Während des Zweiten Weltkriegs wurde der Spielbetrieb stark eingeschränkt, nach Kriegsende wurde der Spielbetrieb provisorisch unter der Bezeichnung „TuB Siegfried Xanten 45“ wieder aufgenommen. 1948 wurde TuR Siegfried 05 wiederbegründet, 1952 auch DJK Viktor Xanten. Der 1934 gegründete „TTC Schwarz-Gelb Xanten“ (Tischtennis) wurde hierbei DJK Viktor angegliedert. Der heutige Verein TuS Xanten 05/22 entstand 1966 durch eine Fusion der Vereine „TuR Siegfried 05 Xanten“ und „DJK Viktor Xanten“. Die bis dahin vier Abteilungen wurden 1973 um die Handballabteilung, 1974 um die Schwimmabteilung, 1982 um die Koronarsportabteilung und 1987 um die Abteilung Triathlon erweitert. Zuletzt entstanden 2010 die Abteilungen Radsport und Kampfsport. Im Jahr 2013 bekam der Verein für seine herausragende Integrationsarbeit den goldenen Stern des Sports verliehen.

## Abteilungen

### Fußball
Seit 1905 wird in Xanten Fußball gespielt, aber erst nach der Fusion von TuR Siegfried und DJK Viktor 1966 konnten größere Erfolge erzielt werden. Über den Aufstieg in die Landesliga 1971 wurde 1976 die Verbandsliga erreicht, die 1978 mit dem 4. Tabellenplatz und somit zum Aufstieg in die neu geschaffene Oberliga Nordrhein, der damals höchsten deutschen Amateurklasse und dritthöchsten Spielklasse insgesamt, endete. Mit einem 4. Platz und einem Zuschauerschnitt von 972 war die Spielzeit 1982/83 die erfolgreichste Saison des Vereins. Erst 1985 erfolgte der Abstieg in die Verbandsliga, ein Jahr später der Abstieg in die Landesliga, 1993 stieg der Verein in die Bezirksklasse ab. 2010 erfolgte der Abstieg in die Kreisliga A. In der darauf folgenden Saison 2010/11 konnte der TuS Xanten die Liga nicht halten und rutschte in die Kreisliga B ab. Nach einem Aufenthalt über zwei Spielzeiten in der Kreisliga B kehrte man in der Spielzeit 2012/13 als Tabellenführer wieder zurück in die Kreisliga A.
Dreimal konnte Xanten am DFB-Pokal teilnehmen. 1975/76 unterlag man zu Hause TS Woltmershausen in der ersten Runde mit 2:0. 1979/80 schied Xanten in der zweiten Runde gegen Arminia Bielefeld auf heimischem Platz mit 1:8 aus, nachdem in der ersten Runde der damalige Zweitligist SV Arminia Hannover überraschend mit 2:1 bezwungen werden konnte. 1981/82 unterlag Xanten dem 1. SC Göttingen 05 mit 0:1 in der ersten Runde des Pokals. Zu den bekanntesten Spielern des Xantener Fußballs zählen Armin Reutershahn, Heinz Peters und Günther Werschy.

### Handball
Lehrer des Xantener Stiftsgymnasiums gaben 1968 den Anlass zur Gründung der Handballabteilung. Die ersten Mitglieder der Abteilung waren Schüler des Gymnasiums, aber auch Sportler aus anderen Abteilungen. In den 1970er Jahren gelang der ersten Mannschaft der Herren der Aufstieg in die 1. Kreisklasse, während die Damenmannschaft sogar bis in die Landesliga aufsteigen konnte. 160 Mitglieder zählte die Abteilung in dieser Zeit, neun Mannschaften nahmen am Spielbetrieb des Handballkreises Moers teil.
2004 hatte die Abteilung 220 Mitglieder. Die Herrenmannschaft spielt 2019/20 in der Bezirksliga, die Damenmannschaft in der Landesliga.

### Koronarsport
Ihre Entstehung verdankt die Koronarsportgruppe Dr. Klaus Floss, auf dessen Vorschlag hin die Gründung einer solchen Gruppe auf der Jahreshauptversammlung im Mai 1982 beantragt wurde. Im Oktober 1982 wurde die erste Übungsstunde mit sieben Patienten abgehalten, 2004 zählte die Abteilung rund 90 Mitglieder.

### Leichtathletik
Seit 1905 wird Leichtathletik in Xanten betrieben. Die Leichtathleten der Anfangsjahre waren in erster Linie Turner. Diese enge Bindung von Leichtathletik und Turnen lockerte sich erst Mitte der dreißiger Jahre, als sich auch der spätere mehrmalige Deutsche Meister Alfons Ida im Verein betätigte. Nach dem Krieg dauerte es bis 1952 bis in Xanten wieder Leichtathletik betrieben wurde. Nachdem Alfons Ida zeitweise für andere Vereine gestartet war, kehrte er Ende der 1950er Jahre in seine Heimatstadt zurück und betreute Xantener Leichtathleten, unter anderem Erich Nabbefeld, der nach zwei dritten Plätzen (1958/59) 1960 Deutscher Juniorenmeister über 5000 Meter wurde. In den nächsten Jahren nahmen zwar vereinzelt Leichtathleten an Wettkämpfen teil, doch die großen Erfolge blieben aus. Erst ab 1967 wurden wieder Erfolge, diesmal im Mehrkampf, erzielt. Beinahe in jedem Jahr nahmen Xantener Leichtathleten an deutschen Meisterschaften teil. Die Sportler erreichten nennenswerte Platzierungen auf überregionaler Ebene und erkämpften Nordrheintitel.
Bettina Rösen, die von 1980 bis 1984 zur deutschen Spitze der jugendlichen Diskuswerferinnen zählte wurde nach dem westdeutschen B-Jugendtitel 1980 Deutsche Jugendmeisterin 1982 und Deutsche Juniorenmeisterin 1984. Lange war Ingomar Radtke der einzige Langläufer des TuS Xanten. Dann kam Manfred Gehrmann und baute eine Läufergruppe auf, die große nationale Erfolge bis heute nachweisen kann. Dazu zählen ein deutscher Meistertitel, zwei westdeutsche Meistertitel und 16 Nordrheintitel seit der Entstehung der Gruppe im Herbst 1988. Die erfolgreichsten Läuferinnen waren Ina Reinders, die vor allem als Triathletin große Erfolge feierte, und Jeannine Hagedorn, die vor ihrem Wechsel zum TSV Bayer 04 Leverkusen Westdeutsche Meisterin 1995 über die 3000 Meter wurde. Ihren größten Erfolg errang sie im Jahre 1997 mit dem deutschen Meistertitel über die 3000 Meter in Lüdenscheid. Veronika Otto platzierte sich im Jahre 1997 und 1998 mehrmals auf Platz 1 der deutschen Bestenliste und sammelte mehrere Nordrheintitel. Ihr Hoch erreichte sie 1999 mit dem sechsten Platz bei den deutschen Meisterschaften über die 1500 Meter, Mareike Gehrmann gewann im selben Jahr über die 3000 Meter den westdeutschen Meistertitel. Als eines der größten deutschen Talente galt Lisa Schmidtke, die mit 19:46 Minuten über 5 Kilometer auf Platz 1 der W10 in Deutschland stand.
Seit 1992 richtet die Leichtathletikabteilung jährlich den überregional bedeutenden Internationalen Xantener Citylauf aus.

### Tischtennis
Die Tischtennisabteilung wurde schon 1934 als eigenständiger Verein „TTC Schwarz-Gelb Xanten“ gegründet und ging 1952 im DJK Viktor Xanten auf.
1958 wurde Spielbetrieb in der 1. Kreisklasse aufgenommen und die Saison endete mit dem Aufstieg in die Bezirksklasse. 1966 wurde die erste Damenmannschaft gemeldet, mit Sabine und Andrea Böttcher stellte der TuS Xanten in der ersten Saison die Bezirksmeisterinnen im Doppel. Im gleichen Jahr wurde die erste Jugendmannschaft gemeldet, die 1971 mit der Herrenmannschaft gleichzog und in die Bezirksklasse aufstieg. Ein erster großer Erfolg gelang der Jugendmannschaft im Jahr 1974 mit der Bezirksklassen-Meisterschaft und der westdeutschen Vizemeisterschaft.
Nach dem zwischenzeitlichen Abstieg in die Kreisklasse stieg die 1. Herrenmannschaft 1974 wieder in die Bezirksklasse auf und konnte zwei Jahre später einen erneuten Aufstieg, diesmal in die Bezirksliga, feiern. Wiederum nur zwei Jahre später wurden 1978 die Aufstiege der 1. Herrenmannschaft in die Landesliga und gleichzeitig der Aufstieg der 2. Herrenmannschaft in die Bezirksklasse erreicht, nur um ein Jahr später wieder mit beiden Herrenmannschaften aufzusteigen. Danach spielte die 1. Herrenmannschaft in der Verbandsliga, die 2. Herrenmannschaft in der Bezirksliga. 1982 gelang schließlich der Aufstieg der 1. Mannschaft in die Oberliga, die 2. Herrenmannschaft stieg in die Landesliga auf. Nach dem Abstieg der 1. Herren in die Verbandsliga gelang der Wiederaufstieg 1992. Im Jahr 2000 wurde erstmals die Aufstiegsrunde zur Regionalliga erreicht, der aber wie auch drei Jahre später beim erneuten Erreichen der Aufstiegsrunde verpasst wurde. Nachdem die 2. Herrenmannschaft zwischenzeitlich aufgelöst worden war, gelang der 1. Mannschaft 2004 die erneute Qualifikation zur Aufstiegsrunde, in der der Tischtennisabteilung schließlich der Aufstieg in die Regionalliga gelang. Mit 6:38 Punkten belegte man dort den vorletzten Platz und stieg wieder in die Oberliga ab. 2011 kehrte man in die Regionalliga zurück. Im Jahr 2013 stieg die 1. Herrenmannschaft als Gruppenzweiter der Regionalliga West in die 2. Bundesliga auf.
Die Seniorenmannschaft der Tischtennisabteilung errang 2004 die westdeutsche Vizemeisterschaft und erreichte damit die Endrunde um die deutsche Meisterschaft im Juni 2004, wo sie den 7. Platz belegte.

### Triathlon
Die Triathlonabteilung wurde am 27. Mai 1987 von Gerd Reinders und Friedhelm Forth gegründet. Neben zahlreichen Sportlern, die sich durch ein regelmäßiges Training in den Schwimmen, Radfahren und Laufen fit halten, gibt es einige Athleten, die leistungsorientiert trainieren und hochrangige Wettkämpfe bestreiten. Leistungsträger in den ersten Jahren waren Yves Reinders mit dem Gewinn mehrerer NRW-Meisterschaften und vor allem Christian Billau, der 1993 Deutscher Jugendmeister wurde und so für den ersten großen Erfolg der Triathlonabteilung sorgte. Die bisher erfolgreichste Nachwuchs-Triathletin in Xanten war Ina Reinders, die als erfolgreichste Jugend-Triathletin Deutschlands gilt. Vor ihrem Wechsel zum Asics-Team Witten im Jahr 2000 wurde sie von 1996 bis 2000 dreifach Deutsche Juniorenmeisterin und 1996 Junioreneuropameisterin, Dritte der Juniorenweltmeisterschaften und Mannschaftsweltmeisterin der Junioren. Die Triathleten des TuS Xanten nehmen am Ligabetrieb des Nordrhein-Westfälischen Triathlon-Verbandes in der Verbandsliga teil.
Seit 1985 wird der überregional bedeutende Nibelungen-Triathlon ausgerichtet.

## Persönlichkeiten
- Melanie Hoffmann
- Sascha Köstner
- Klaus Quinkert
- Ina Reinders
- Armin Reutershahn
- Horst Riege
- Georg Schmeinck
- Hans Sondermann
- Günther Werschy
- Gerd Wirtz